# Saint-Bauld
Saint-Bauld foi uma comuna francesa na região administrativa do Centro, no departamento Indre-et-Loire. Estendia-se por uma área de 4,08 km². Em 2010 a comuna tinha 204 habitantes (densidade: 50 hab./km²).
Em 1 de janeiro de 2018, passou a formar parte da nova comuna de Tauxigny-Saint-Bauld.